# Benjamim Guimarães
Benjamim Guimarães é um barco a vapor  construído em 1913, nos Estados Unidos, pelo estaleiro James Rees & Com. O Benjamim Guimarães navegou no Rio Mississipi e, posteriormente, em rios da Bacia Amazônica. Na segunda metade da década de 1920, a firma Júlio Guimarães adquiriu a embarcação e a montou no porto de Pirapora, recebendo o nome de "Benjamim Guimarães", uma homenagem ao patriarca da família proprietária da firma. A partir de então, o vapor passou a realizar contínuas viagens ao longo do Rio São Francisco e em alguns dos seus afluentes.
É o último exemplar de seu tipo movido a lenha movido no mundo.
Também conhecido por "gaiola", as embarcações a vapor marcaram época na navegação brasileira, sendo eternizada na arte, como na música "Sobradinho" (Sá e Guarabyra) "Por cima da cachoeira o gaiola vai subir (...)". 

## Características
O Benjamim Guimarães é uma embarcação fluvial de popa quadrada, alimentada por máquina a vapor de 60 cv de potência alimentada a lenha. Possui capacidade de estocagem de 28 toneladas de combustível e sistema de propulsão a base de roda de pás na popa. Pode atingir até 6,5 nós de velocidade máxima. Seu peso descarregado é de aproximadamente 243 toneladas. Possui 43,85 metros de comprimento e 7,96 metros de altura. Seu casco é estruturado em chapas de ferro e compartimentado para evitar afundamento.
Possui três pisos: no primeiro, encontra-se a casa de máquinas, caldeira, banheiros e uma área para abrigar passageiros. No segundo, estão instalados doze camarotes e no terceiro, um bar e área coberta. Tem capacidade para 140 pessoas, entre tripulantes e passageiros e consome um metro cúbico de lenha por hora. De acordo com as normas de segurança da Marinha, nas atuais condições em que se encontra, o vapor está autorizado a navegar na chamada área um: rio, lago e correnteza que não tenham ondas ou ventos fortes.

## História
Ao contrário das demais embarcações da época, as viagens eram programadas de modo a permitir que o mesmo atendesse as mais variadas necessidades, indo e vindo de vários portos intermediários antes do seu regresso ao porto de origem. O Benjamim Guimarães era mais utilizado no transporte de cargas do que de passageiros. Relatos dos antigos usuários da embarcação contam que em uma dessas viagens coincidiu com as andanças de cangaceiro "Lampião" por pequenos povoados situados às margens do rio, atacando fazendas na região de Juazeiro na Bahia. Ao tomar conhecimento do grande volume de carga transportada pelo Benjamim Guimarães, "Lampião" e seu bando planejaram atacá-lo. Ciente do perigo que corria e se valendo do fato do rio ser largo naquele trecho, a tripulação do Benjamim imprimiu velocidade máxima à embarcação, dirigindo-se à outra margem, livrando-se assim dos tiros em sua direção.
Na década de 1940, o vapor tornou-se propriedade da empresa Navegação e Comércio do São Francisco, do empresário Quintino Vargas que, em 1942, foi incorporada à Companhia Indústria e Viação de Pirapora. Em 1955, tendo ocorrido a encampação, pela União, de todas as empresas de navegação, o Vapor Benjamim Guimarães é transferido, juntamente com outras 31 embarcações, para o Serviço de Navegação do Vale do São Francisco e, posteriormente, para a Companhia de Navegação do São Francisco. Por várias décadas, o Benjamim Guimarães foi utilizado no transporte de cargas e passageiros no trecho Pirapora - Juazeiro, no Norte da Bahia, chegando a navegar com centenas de passageiros a bordo que se dividiam em primeira, segunda e terceira classes, além de ter transportado - durante a Segunda Grande Guerra Mundial - tropas do Exército Brasileiro que se dirigiam para o litoral de Pernambuco e do Rio Grande do Norte para o patrulhamento da costa, de onde embarcariam para a Itália, na Força Expedicionária Brasileira.
No início dos anos 1980, com a decadência da navegação no São Francisco, o vapor passou a ser utilizado em passeios turísticos e as viagens tornaram-se cada vez menos frequentes. Em 1 de agosto de 1985, dado seu valor histórico-cultural, o Benjamim foi tombado pelo Instituto Estadual do Patrimônio Histórico e Artístico, Iepha-MG, fundação vinculada à Secretaria de Estado de Cultura de Minas Gerais . No mesmo ano, já bastante deteriorado pela ação do tempo, recebe sua primeira reforma. Após concluída a restauração, o vapor volta a navegar oficialmente em 24 de outubro de 1986, data marcada por uma cerimônia com a presença do então Ministro dos Transportes José Reinaldo Tavares. Em julho de 1987, a Empresa UNITOUR ficou responsável pelo agenciamento de viagens turísticas no trecho Pirapora-São Francisco-Pirapora, totalizando 460 km, atraindo turistas de todo o Brasil. Foram reiniciados, também, os passeios aos sábados, com duração de três horas, promovidos pelos principais hotéis da cidade.
Em 1995, o Vapor apresentou falhas na caldeira e no casco e, por motivo de segurança, foi interditado pela Capitania dos Portos de Minas Gerais. Em 29 de janeiro de 1997, o Benjamim foi incorporado ao Patrimônio Histórico do Município de Pirapora, através de Termo de Transferência firmado entre a Franave e a Prefeitura. Atracado no porto da Franave por quase dez anos, o Vapor Benjamim Guimarães voltou a navegar nas águas do Rio São Francisco na manhã do dia 11 de agosto de 2004, após passar por uma segunda recuperação - reforma e restauração, realizada pela Franave/Ministério dos Transportes, com supervisão do Instituto Estadual de Patrimônio Histórico e vistoria técnica da CFSF - Capitania Fluvial do São Francisco. O engenheiro naval Odair Sanguino, do Rio de Janeiro, foi o responsável pela coordenação dos trabalhos de recuperação, recebendo o auxílio do restaurador Aílton Batista da Silva e do arquiteto Joacir Silva Concelos, profissionais lotados no Instituto Estadual de Patrimônio Histórico.
A partir de agosto de 2014 o barco ficou atracado no porto da Capitania Fluvial do São Francisco, pois sua licença de tráfego não foi concedida por falta de reforma. Durante a vistoria foram detectados "deficiência no chapeamento, rasgos e furos no casco". O barco permaneceu atracado até novembro de 2020.
Em 2017 o Ministério Publico do Estado de Minas Gerais entrou na justiça cobrando que o município de Pirapora restaurasse o vapor, bem como o pagamento das multas no valor de R$ 1 milhão por descumprimento de cláusulas previstas no Termo de Ajustamento de Conduta assinado em 2013, que tinham o intuito de preservar o barco da deterioração.
Em dezembro de 2019 foi anunciado pelo Ministério do Turismo e Secretaria de Estado de Cultura e Turismo um convênio para recuperação do vapor no valor de R$ 3,7 milhões. A previsão inicial era de que a reforma durasse 12 meses. As obras compreendem a substituição total do casco, restauração do motor e parte superior da embarcação, feita de madeira, e reparos no mobiliário.
Em setembro de 2019, durante visita do governador Romeu Zema, foi anunciado que duas empresas interessadas na licitação realizaram visitas à embarcação e solicitaram alteração na planilha de custo, visto que a reforma inclui itens não orçados anteriormente. Desta forma, a abertura das propostas previstas para o início de agosto, haviam sido adiadas para o dia 30 de setembro. No dia 30 de setembro de 2019 o convênio foi assinado com a empresa vencedora, a INC Industria Naval Catarinense, com vigência até junho de 2022.
Em novembro de 2020 o Benjamim Guimarães voltou aos holofotes dos jornais durante a sua retirada do Rio São Francisco. Durante a operação de retirada pela empresa responsável houve dano em parte do casco, que será todo trocado, devido à rampa íngreme pela qual o barco foi içado, causando alagamento em parte da embarcação. Houve grande comoção popular e divulgação de que a empresa havia danificado a quilha e inutilizado o vapor.

## Turismo
O Benjamim Guimarães é administrado pela EMUTUR - Empresa Municipal de Pirapora, fazia rotineiramente passeios públicos aos domingos, a partir das 10 horas, sempre lotado de turistas, principalmente. Passeios esporádicos também eram feitos aos sábados e durante os dias da semana, conforme contratos de aluguel feitos com empresas e agências de viagens, tornando-se um dos principais atrativos turísticos de toda a região do Norte de Minas.
Existe um projeto que integra a reforma do Benjamim Guimarães à restauração da Ponte Marechal Hermes, na criação de um importante ponto turístico da região. O projeto foi entregue ao Governo Estadual pela Prefeitura de Pirapora em setembro de 2020.